# Antares
Antares (grč. Ἀντάρης, stezanjem anti Ares: Marsov suparnik, jer zbog crvene boje donekle nalikuje na planet Mars, grč. Ares) (Alfa Škorpiona, α Scorpii) je najsjajnija zvijezda zviježđa Škorpion i šesnaesta po sjaju među svim zvijezdama noćnoga neba (ponekad se spominje kao petnaesta, ako se dvije sjajnije komponente četverostrukog sustava Kapela broje kao jedna). Zajedno s Aldebaranom, Spikom i Regulom ona je jedna od četiri najsjajnije zvijezde zodijačkog pojasa. U zodijaku je Aldebaran gotovo točno nasuprot Antaresu.
Ime dolazi od grčkog Αντάρης, što znači "(onaj koji je) poput Aresa (Marsa)", zbog slične crvenkaste nijanse u boji kojom podsjeća na Mars. Stari arapski naziv je Kalbalakrab, "Štipavčevo srce", što se izravno prevodilo na grčki kao Kardia Scorpioui/Καρδια Σκορπιου, odnosno latinski Cor Scorpionis.
Udaljen je od Zemlje oko 550 svjetlosnih godina i udaljava se radijalnom brzinom od −3,4 km/s. On je crveni div mase 12 puta veće od Sunčeve, 680 puta većega promjera, 97 700 puta većega sjaja i površinske temperature 3570 K. Prateća zvijezda Antares B nije vidljiva golim okom, premda je modri div mase 7,2 puta veće od Sunčeve, 5,2 puta većega promjera, površinske temperature 18 500 K. Smatra se da oko Antaresa A obiđe za približno 1200 godina. Zvjezdani sustav star je približno 11 milijuna godina.